# Centaurium
Centaurium (sau Erythraea) este un gen de plante din familia Gentianaceae, orginar din regiunile centrale și subtropicale ale emisferei nordice, Chile și Australia și cuprinde circa 25 specii ierboase, anuale, bienale sau perene, erecte. Genul a fost numit după centaurul Chiron, faimos in mitologia greacă pentru talentul său de a prepara produse medicinale.

## Specii
- Centaurium spicatum - rară, creste in pajiști umede, saturate.
- Centaurium pulchellum
- Centaurium littorale
- Centaurium erythraea - fierea pământului, specie anuală sau bisanuală, frecventă până în zona fagului, în pajiști, tufișuri, margini de pădure.

## Legături externe
- „Centaurium” în Dicționar dendrofloricol la DEX online